# Караконджул
Караконджул (болг. караконджул, макед. караконџол, серб. караконџула, греч. καλλικάντζαρος) — сверхъестественное существо, поверья о котором известны туркам и грекам, а также сербам, македонцам и болгарам, находившимся в контакте с ними. Считается преимущественно сезонным, святочным демоном. Восточнославянскими аналогами караконджулов являются шуликуны и кикимора.

## Этимология
Существует несколько версий происхождения слова «караконджул/калликанзарос». Согласно первой версии, слово является турецким заимствованием и происходит от тур. karakoncol — «чёрный оборотень/упырь». Согласно второй, происходит от греческого kalos-kentauros, что означает «красивый кентавр». Согласно же третьей версии, название имеет южнославянское происхождение: святки, называвшиеся у восточных славян словом «Карачун/Корочюн», у болгар носили название «Каракончо», и в таком значении слово заимствовали греки.

## В южнославянском фольклоре
Считается, что они выходят из воды или из пещер и нечистых мест на период от Рождества (иногда от Игнатьева дня, 20 декабря (2 января)) до Крещения (или Бабина дня, 8 (21) января).
Сербы полагают, что караконджул появляется осенью. На северо-востоке Болгарии его уподобляют святому Тодору и временем его вредоносных действий считают первую неделю Великого поста (см. Тодорова неделя в Болгарии). Повсеместно караконджул — ночной дух, исчезающий с первым криком петухов. Нередко отмечается связь с водой, особенно у сербов и черногорцев. По внешним признакам и функциям уподобляется другим мифологическим персонажам: вампиру, волколаку, оборотню, которые вместе со всей нечистой силой активизируются в святки. Видеть его могут только люди, рождённые в субботу.

## В греческом фольклоре
Существует поверье, что караконджулы (греч. καλλικάντζαρος — калликантзарос) живут под землёй и пилят Мировое древо, чтобы в конце концов оно пало вместе со всей Землёй. Однако, когда они приступают к отпиливанию последней части, наступает Рождество, и у них появляется шанс выйти наружу. Они забывают про Древо и выбираются на землю, чтобы устраивать бесчинства и донимать людей.
В конце концов на Богоявление (6 января) они спускаются обратно под землю, чтобы продолжать пилить, но обнаруживают, что Мировое древо зажило, и им приходится заново браться за работу. Так повторяется каждый год.

## В литературе
В романе Роджера Желязны «Этот бессмертный» Кассандра считает Константина-Конрада калликанзаросом.